# Terpsichore (ballet)
Pour les articles homonymes, voir Terpsichore (homonymie).

Terpsichore est le titre de plusieurs ballets créés par :
- Marie Sallé en 1734 (Terpsichore)
- Jean Dauberval en 1783 (Les Passetemps de Terpsichore)
- Filippo Taglioni en 1822 (Réception d'une jeune nymphe à la cour de Terpsichore)
- Carlo Blasis en 1847 (La Pléiade de Terpsichore)
- Marius Petipa en 1861 (Terpsichore)
- Michel Fokine en 1908 (La Nuit de Terpsichore)
- Marie Chouinard en 1990 (Lettre ouverte à Terpsichore).